# Lennart Bohman
Lennart Axel Bohman (ur. 27 maja 1909 w Örnsköldsviku, zm. 11 października 1979 w Sztokholmie) – szwedzki bokser kategorii muszej, medalista mistrzostw Europy. 
W mistrzostwach Europy w 1927 w Berlinie zdobył złoty medal w wadze muszej, wygrywając w finale z Antalem Kocsisem z Węgier. Przegrał pierwszą walkę w tej kategorii wagowej na igrzyskach olimpijskich w 1928 w Amsterdamie.
W mistrzostwach Europy w 1930 w Budapeszcie startował w wadze koguciej. W zwycięskiej walce ćwierćfinałowej z Hansem Ziglarskim z Niemiec doznał kontuzji i nie stanął do pojedynku półfinałowego z Marinem Plăeșu z Rumunii ani do walki o brązowy medal z Edelweissem Rodriguezem z Włoch, zajmując 4. miejsce.